# Euonymus schensianus
Euonymus schensianus là một loài thực vật có hoa trong họ Dây gối. Loài này được Maxim. mô tả khoa học đầu tiên năm 1881.